# Templo de Badrinath
El Templo de Badrinath o de Badarinarayana es un templo hindú dedicado a Vishnu. Se encuentra en la ciudad de Badrinath, en Uttarakhand, India. El templo también es uno de los 108 Divya Desams dedicados a Vishnu (santuarios sagrados para los vaishnavas) quienes lo adoran como Badrinath. Este lugar se encuentra abierto durante seis meses cada año (entre finales de abril y principios de noviembre) debido a las condiciones climáticas extremas en la región del Himalaya. Se encuentra en las colinas de Garhwal, en el distrito de Chamoli, a lo largo de las orillas del río Alaknanda. Es uno de los centros de peregrinación más visitados de la India, habiendo registrado 2.8 millones (28 lakh) de visitas en solo 2 meses en 2022. Es uno de los sitios de peregrinación de Char Dham.
La imagen de la deidad principal adorada en el templo es una deidad de Vishnu de granito negro de 1 pie (0.30 m) en forma de Badrinarayan. Muchos hindúes consideran que la deidad es uno de los ocho svayam vyakta kshetras, o deidades auto-manifestadas de Vishnu.
El festival más importante celebrado en el Templo de Badrinath es el Mata Murti Ka Mela, que conmemora el descenso del río Ganges a la tierra. Aunque Badrinath está ubicado en el norte de la India, el sacerdote principal, o Rawal, es tradicionalmente un Nambudiri elegido del estado meridional de Kerala. El templo fue incluido en la Ley del Gobierno del Estado de Uttar Pradesh n.º 30/1948 como Ley n.º 16,1939, que luego pasó a conocerse como "Ley del Templo Shri Badarinath y Shri Kedarnath". El comité nominado por el gobierno estatal administra ambos templos y tiene diecisiete miembros en su junta.

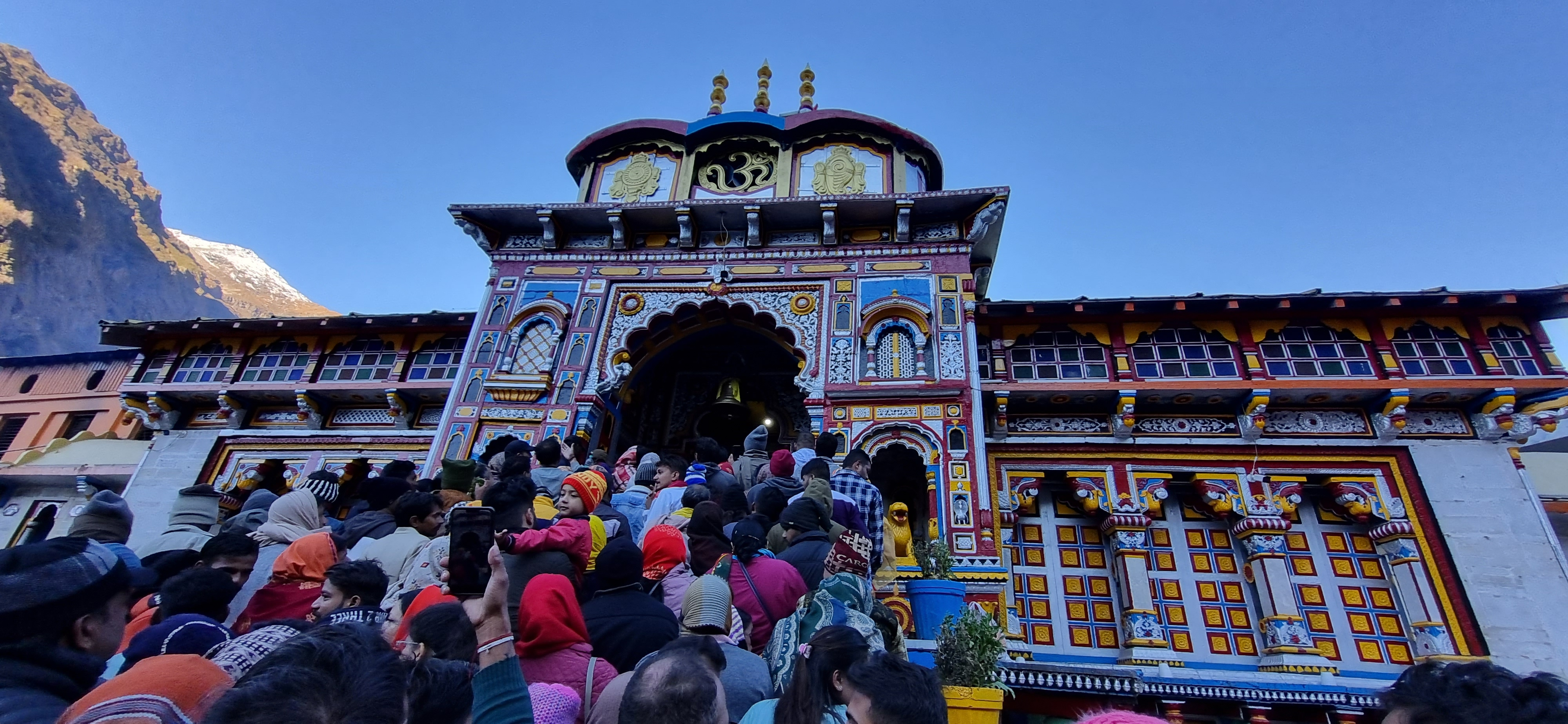
Devotos en el templo de Badrinath en octubre de 2022.

Textos religiosos antiguos como Visnú-purana y Skanda Purana hacen mención del templo. Además, es glorificado en Naalayira Divya Prabandham, un canon tamil medieval temprano de los santos Alvar de los siglos VI-IX d. C.

## Ubicación, arquitectura y santuarios

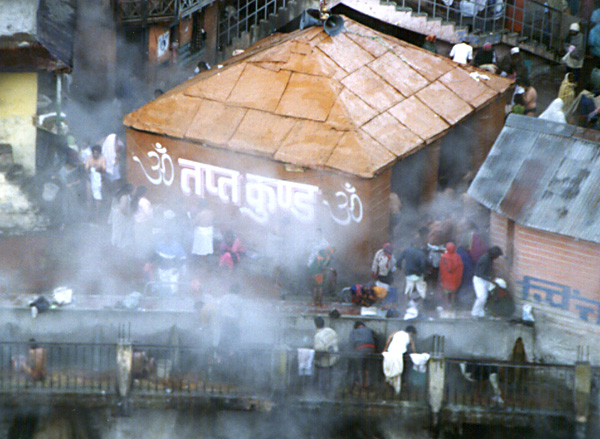
Aguas termales de Tapt Kund, junto al templo de Badrinath, en el interior del sauna.

El templo está ubicado en las colinas de Garhwal, a lo largo de las orillas del río Alaknanda, en el distrito de Chamoli, Uttarakhand. Las colinas se encuentran a 3,133 m (10,279 pies) sobre el nivel del mar. La montaña Nar Parbat se encuentra frente al templo, mientras que la montaña Narayana Parbat está detrás del pico Neelkanth.
Adi Shankara estableció Badrinath como un sitio de peregrinación en el siglo IX. El templo tiene tres estructuras: el Garbhagriha (santuario), el Darshan Mandapa (sala de adoración) y el Sabha Mandapa (sala de convenciones). El techo con forma cónica del santuario, el garbhagriha, tiene aproximadamente 15 m (49 pies) de altura con una pequeña cúpula en la parte superior, cubierta con un techo de oro. La fachada está construida de piedra y tiene ventanas arqueadas. Una amplia escalera conduce a la entrada principal, una puerta alta y arqueada. Justo dentro hay un mandapa, una gran sala con pilares que conduce al santuario o área principal del templo. Las paredes y los pilares de la sala están cubiertos con intrincadas tallas.
El santuario principal alberga la deidad de Badrinarayana de 1 pie (0.30 m) de Shaligram (piedra negra), que está alojada bajo un dosel dorado debajo de un árbol de Badri. La deidad de Badrinarayana muestra a Vishnu sosteniendo un Shankha (caracola) y un Chakra (rueda) en dos de sus brazos en una postura levantada, y los otros dos brazos descansando en su regazo en una postura de Yogamudra (posición de loto). El santuario también alberga imágenes del dios de la riqueza, Kubera, del sabio Narada, Uddhava, Nara Naráiana. Hay quince imágenes más que también son adoradas alrededor del templo, incluyendo las de Lakshmi (la consorte de Vishnu), Garuda (el vájana de Narayan) y Navadurga, la manifestación de Durga en nueve formas diferentes. El templo también comprende los santuarios de Lakshmi Narasimhar y de los santos Adi Shankara, Nar y Narayan, Ghantakarna, Vedanta Desika y Ramanujacharya. Todas las deidades del templo están hechas de piedra negra.
El Tapt Kund, un grupo de manantiales de azufre caliente justo debajo del templo, se consideran medicinales; muchos peregrinos consideran obligatorio bañarse en los manantiales antes de visitar el templo. Los manantiales poseen una temperatura anual de 55 °C (131 °F), mientras que la temperatura exterior es generalmente inferior a 17 °C (63 °F) durante todo el año. Los dos estanques de agua en el templo se llaman Narad Kund y Surya Kund.

## Historia

Chota Char Dham
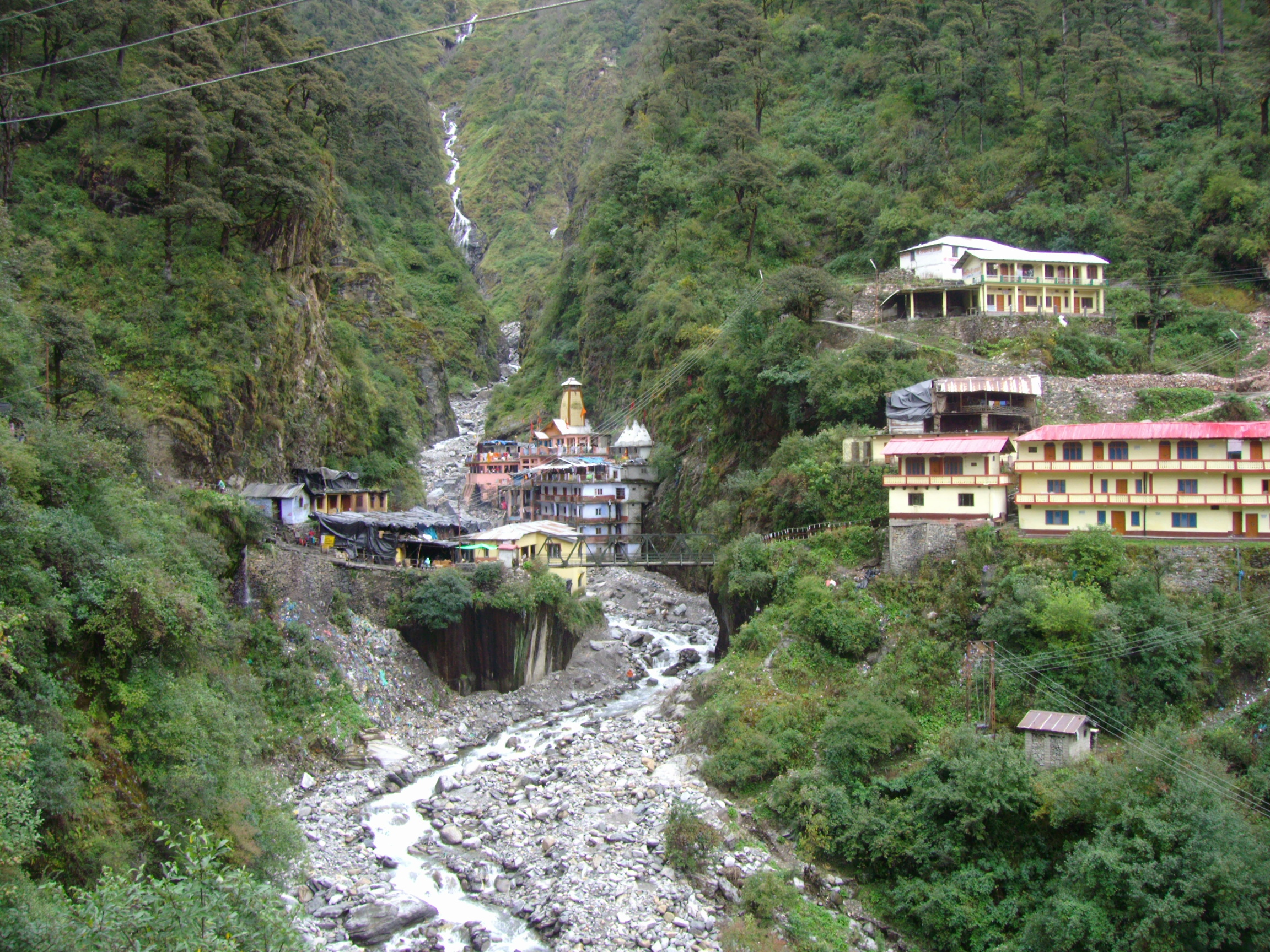
Yamunotri
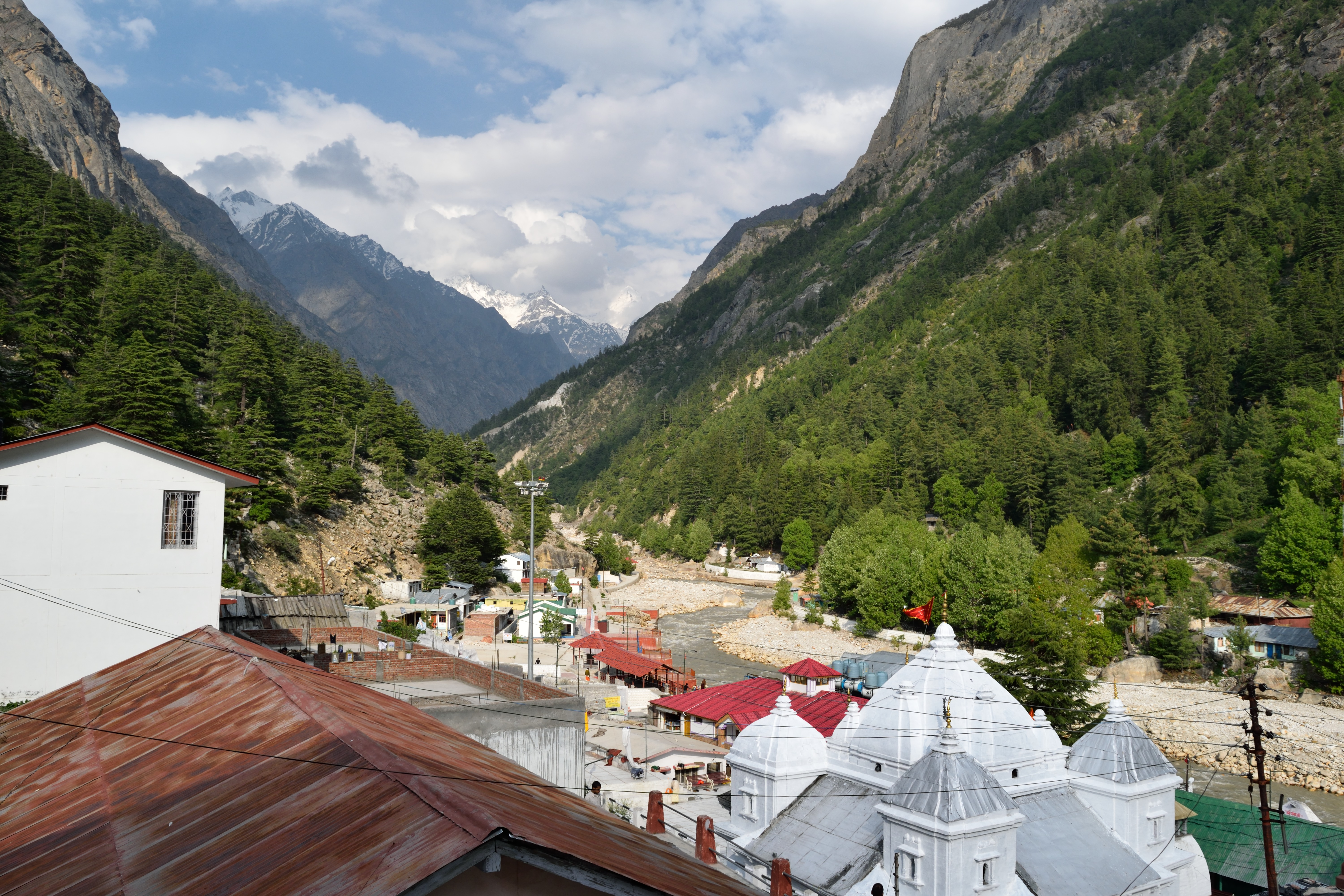
Gangotri
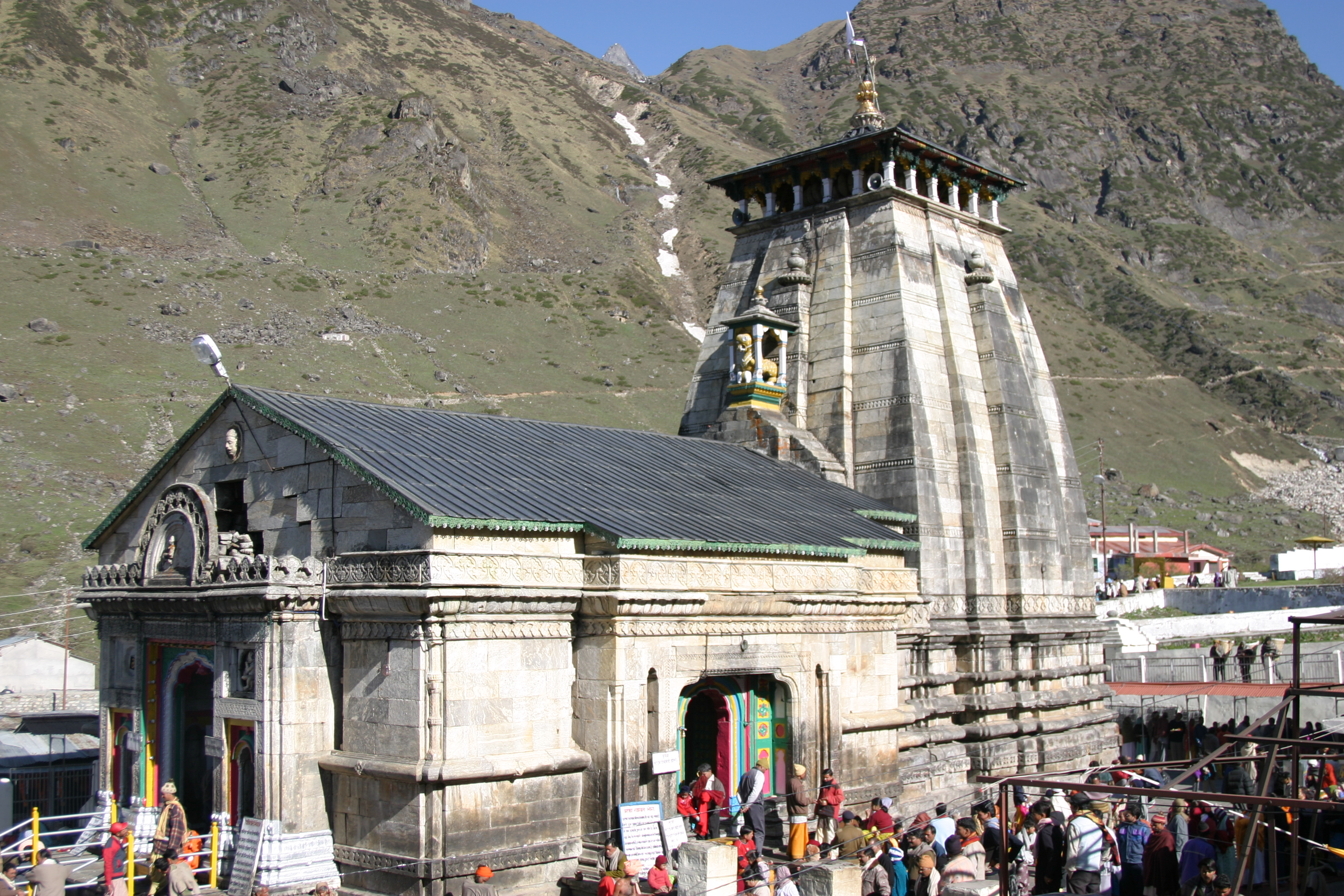
Kedarnath
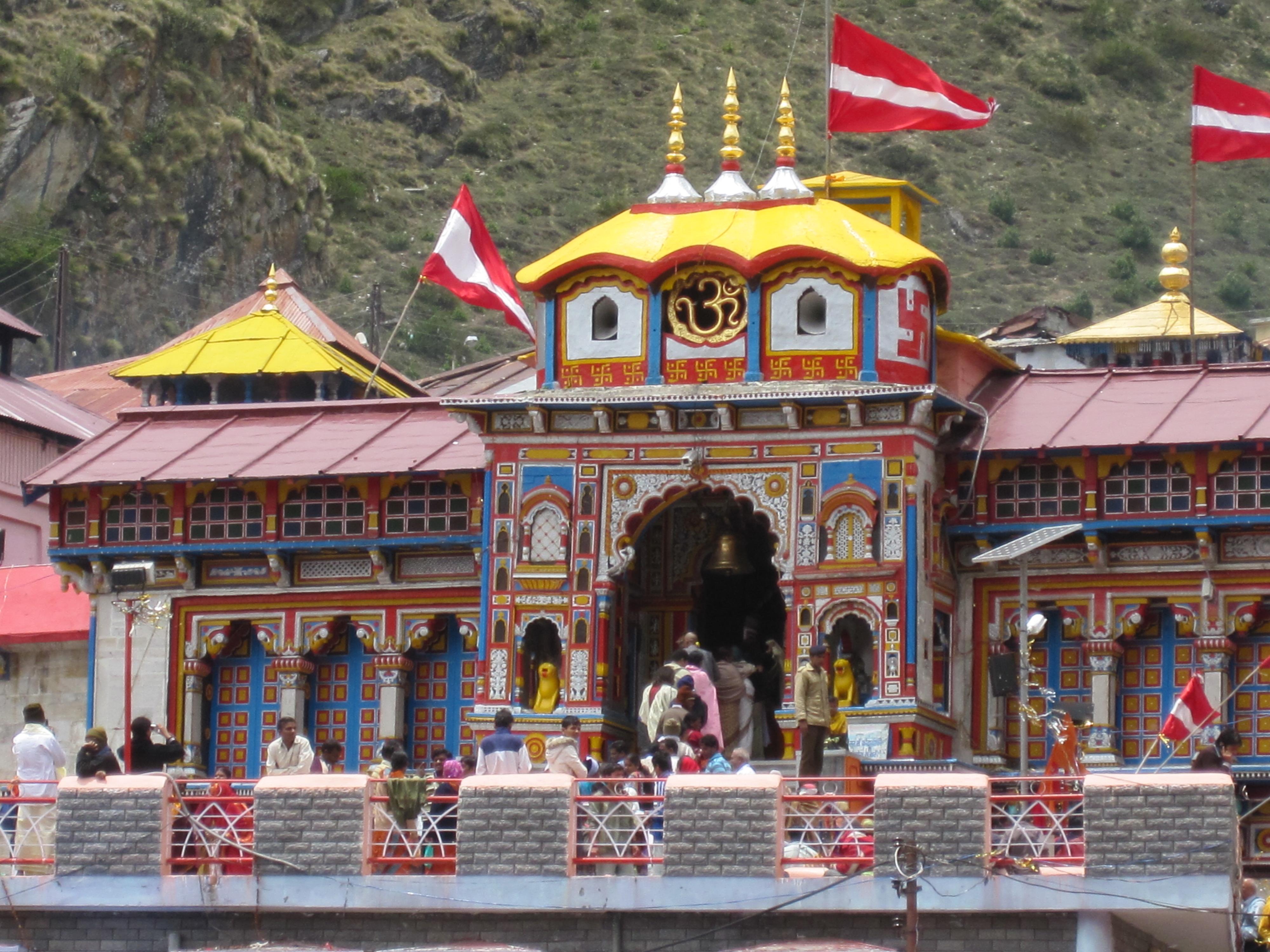
Badrinath

No hay registro histórico sobre el templo, pero hay una mención de la deidad principal Badrinath en las escrituras védicas (c. 1750–500 a. C.). Según algunos relatos, el santuario fue adorado de alguna forma durante el período védico. Posteriormente, durante el reinado de Aśoka, debido a la difusión del budismo, este santuario podría haber sido convertido en un santuario budista. El templo fue un santuario budista hasta el siglo VIII, cuando Adi Shankara revivió el santuario y lo convirtió en un templo hindú. La arquitectura del templo, que se asemeja a la de un vihara budista (templo) y la fachada pintada de colores brillantes, que es atípica de los templos budistas, refuerza este argumento. Otros relatos relatan que fue originalmente establecido como un sitio de peregrinación por Adi Shankara en el siglo IX. Se cree que Shankara residió en el lugar durante seis años, de 814 a 820 d. C. Residiría seis meses en Badrinath y el resto del año en Kedarnath. Los seguidores hindúes afirman que descubrió la deidad de Badrinath en el río Alaknanda y la consagró en una cueva cerca de los manantiales de Tapt Kund. Una historia tradicional afirma que Shankara expulsó a todos los budistas de la región con la ayuda del rey Parmar, Kanak Pal. Los sucesores hereditarios del rey gobernaron el templo y dotaron aldeas para cubrir sus gastos. Los ingresos de un conjunto de aldeas en la ruta al templo se utilizaban para alimentar y alojar a los peregrinos. Los gobernantes Parmar llevaban el título de "Bolanda Badrinath", es decir, que hablaban Badrinath. También tenían otros títulos, incluyendo Shri 108 Basdrishcharyaparayan Garharaj Mahimahendra, Dharmabibhab y Dharamarakshak Sigamani.
El trono de Badrinath llevaba el nombre de la deidad principal; el rey disfrutaba de la obediencia ritual de los devotos antes de proceder al santuario. La práctica continuó hasta finales del siglo XIX. Durante el siglo XVI, el rey de Garhwal trasladó la murti al templo actual. Cuando el estado de Garhwal se dividió, el templo de Badrinath quedó bajo el dominio británico, pero el rey de Garhwal continuó como presidente del comité de administración. La selección del sacerdote se realiza tras la consulta entre las familias reales de Garhwal y Travancore.
El templo ha atravesado varias renovaciones importantes debido a su antigüedad y a los daños causados por una avalancha. En el siglo XVII, el templo fue ampliado por los reyes de Garhwal. Después de los daños significativos durante el gran terremoto de Garhwal en 1803, fue en gran parte reconstruido por el rey de Jaipur. Todavía se encontraba en proceso de renovación hasta la década de 1870, pero estas se completaron para la época de la Primera Guerra Mundial. En ese momento, la ciudad aún era pequeña, pues consistía solo en las 20 cabañas que alojaban al personal del templo; sin embargo, el número de peregrinos generalmente oscilaba entre siete y diez mil. El festival de Kumbhamela, celebrado cada doce años, elevaba el número de visitantes a 50,000. El templo también gozaba de ingresos provenientes de las rentas de varias aldeas legadas por diversos rajas.
En 2006, el gobierno estatal declaró el área alrededor de Badrinath como una zona de no construcción para frenar la ocupación ilegal.

## Legenda

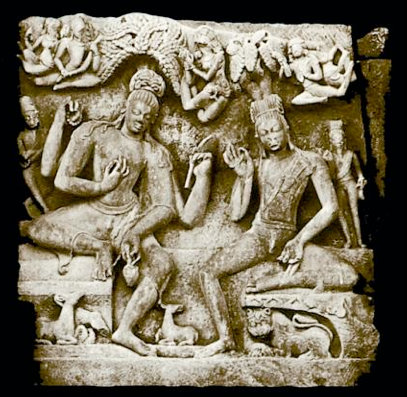
Nara Naráiana

Según la leyenda hindú, el dios Vishnu se sentó en meditación en este lugar. Mientras lo hacía, Vishnu no era consciente del frío. Laksmí, su consorte, lo protegió en forma del árbol Badri (azufaifo o dátil indio, llamado ber en hindi). Complacido por la devoción de Laksmí, Vishnu nombró el lugar como Badrika Ashrama. Según Atkinson (1979), el lugar solía ser un bosque de azufaifos, que no se encuentra allí en la actualidad. Vishnu en forma de Badrinath se representa en el templo sentado en la postura de padmasana. Según la leyenda, el sabio Narada reprendió a Vishnu al ver a la consorte de Vishnu, Laksmí, masajeándole los pies. Vishnu fue a Badrinath para realizar austeridades y meditar durante mucho tiempo en posición de loto.
El Visnú-purana narra otra versión de los orígenes de Badrinath. Según la tradición, Yama tenía dos hijos, Nara y Narayana, ambos nombres modernos de montañas del Himalaya. Eligieron el lugar para difundir su religión y cada uno de ellos se casó con los amplios valles en el Himalaya. Mientras buscaban un lugar ideal para establecer ua ermita, encontraron los otros cuatro Badris de Pancha Badri: Adibadri, Bridha Badri, Yoga-Dhyana Badri y Bhavisha Badri. Finalmente encontraron el manantial caliente y frío detrás del río Alaknanda y lo nombraron Badri Vishala.

## Literatura

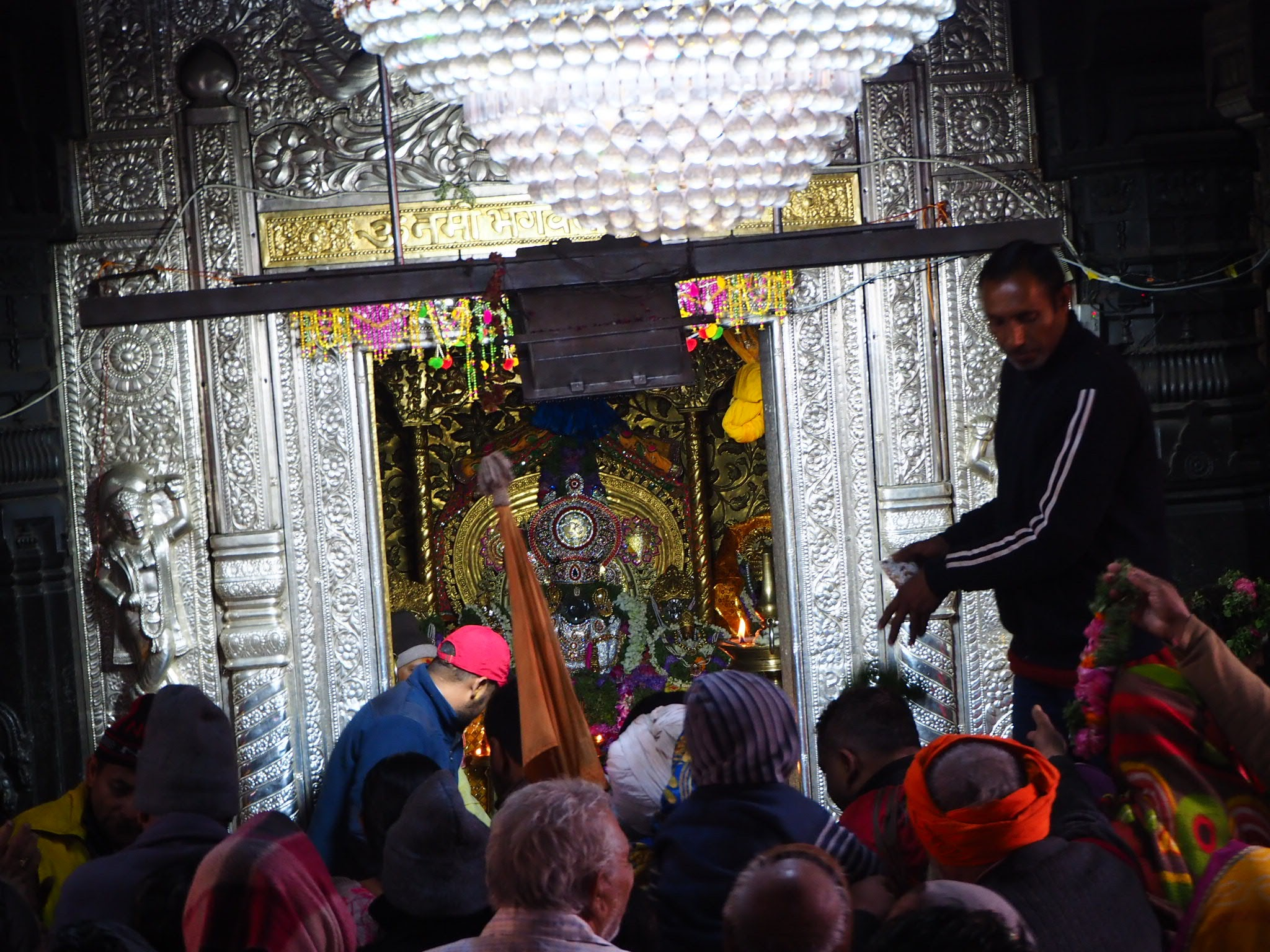
Deidad de Badrinath en el sanctasanctórum del templo.

Diversos libros antiguos hacen referencia a este templo, tales como Bhagavata Purana, Skanda Purana y Mahabharata. Según el Bhagavata Purana: "Allí en Badrikashram, la Personalidad de Dios (Vishnu), en su encarnación como los sabios Nar y Narayana, había estado realizando una gran penitencia desde tiempos inmemoriales para el bienestar de todos los seres vivientes". El Skanda Purana declara que: "Hay varios santuarios sagrados en el cielo, en la tierra y en el infierno; pero no hay santuario como Badrinath". El área alrededor de Badrinath también se describe en el Padma Purana como abundante en tesoros espirituales. El Mahabharata reverencia el lugar sagrado como aquel que puede otorgar salvación a los devotos que se acercan a él, mientras que en otros lugares sagrados deben realizar ceremonias religiosas. El templo es venerado en el Nalayira Divya Prabandham, en 11 himnos del canon vaishnava de los siglos VII-IX por Perialvar y en 13 himnos por Thirumangai Alvar. También es uno de los 108 Divya Desam dedicados a Vishnu, quien es adorado como Badrinath. El templo recibe el nombre de Tiruvatariyaacciraamam en la literatura tamil.

## Peregrinación

Char Dham
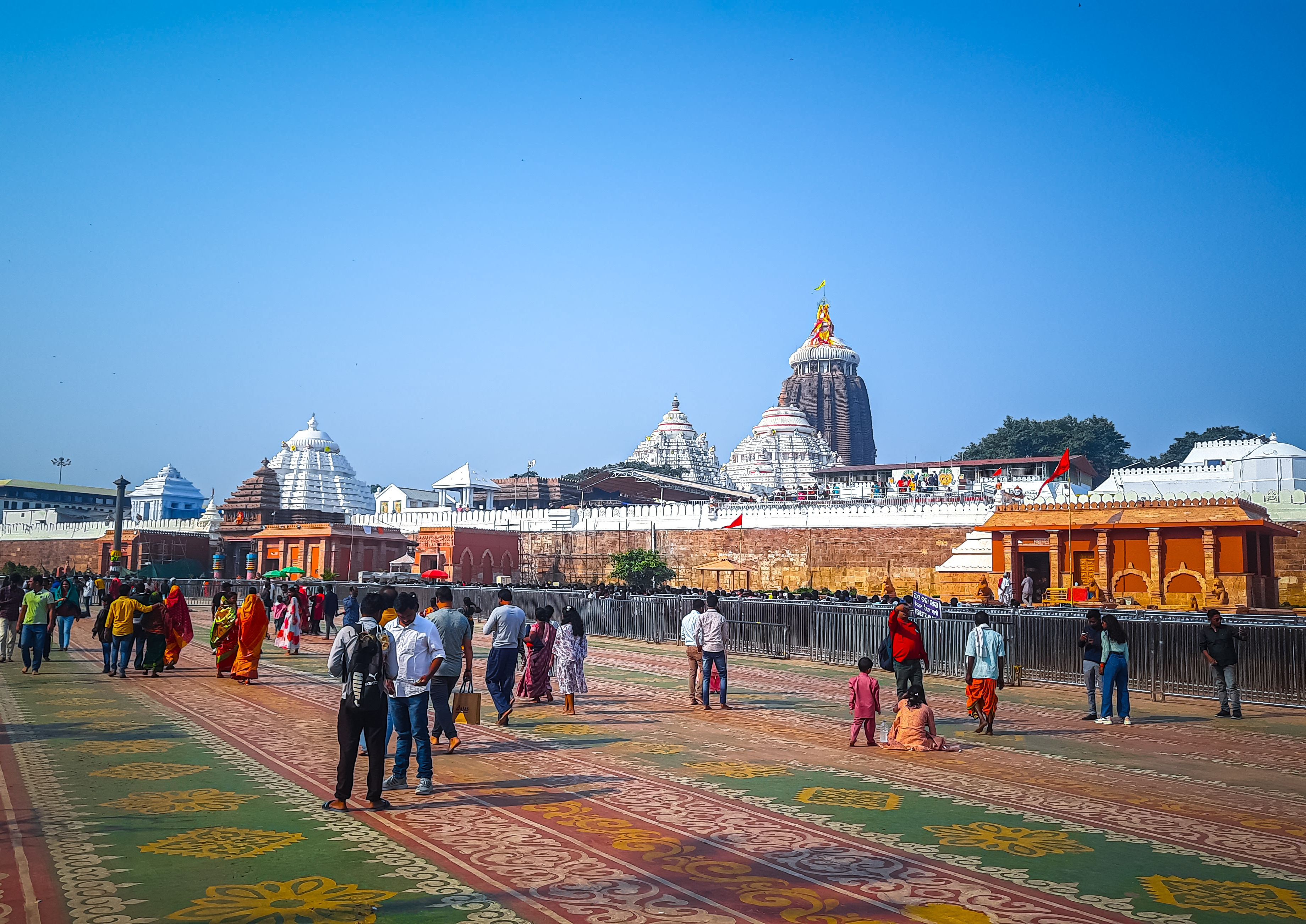
Puri
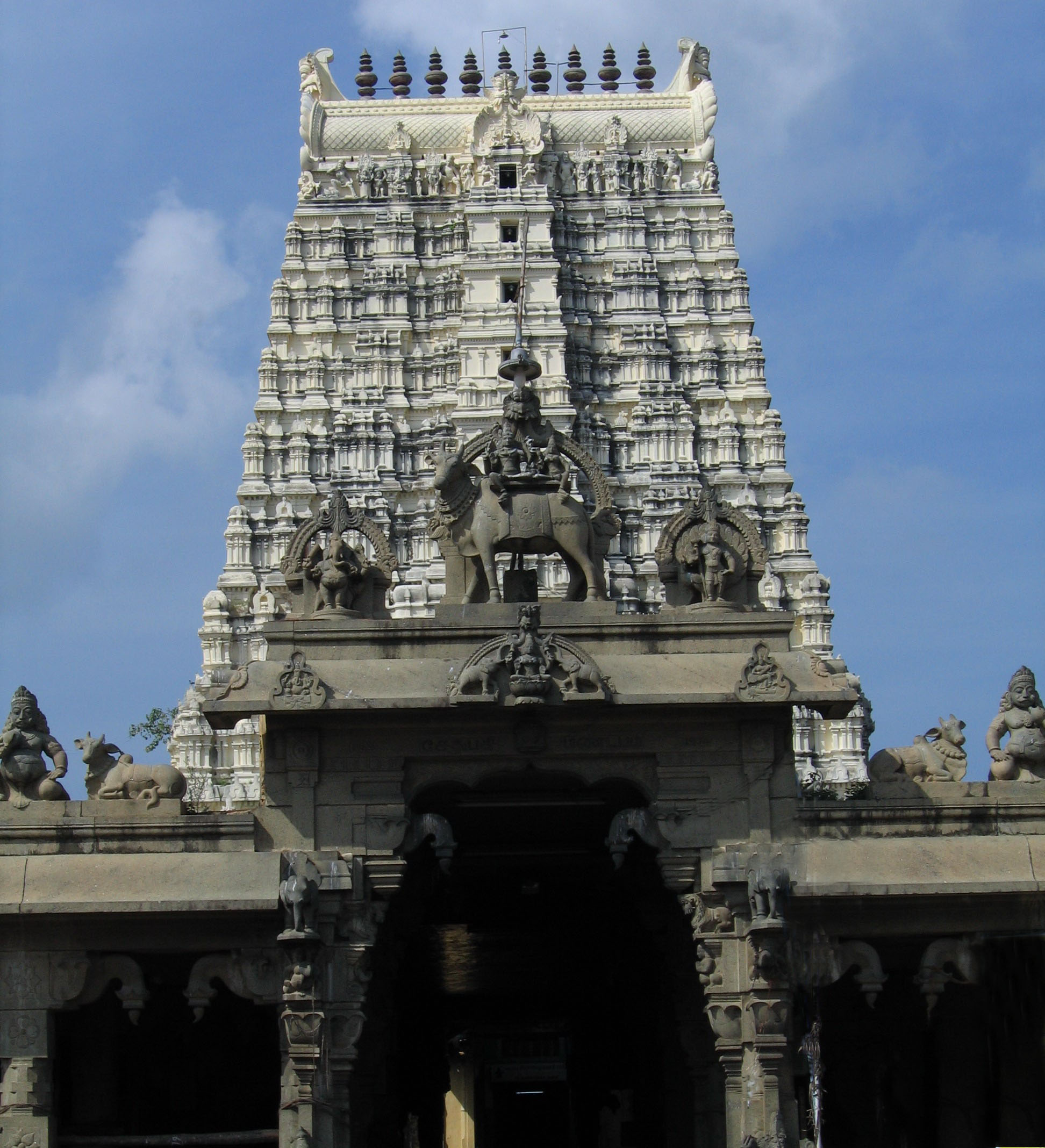
Rameswaram
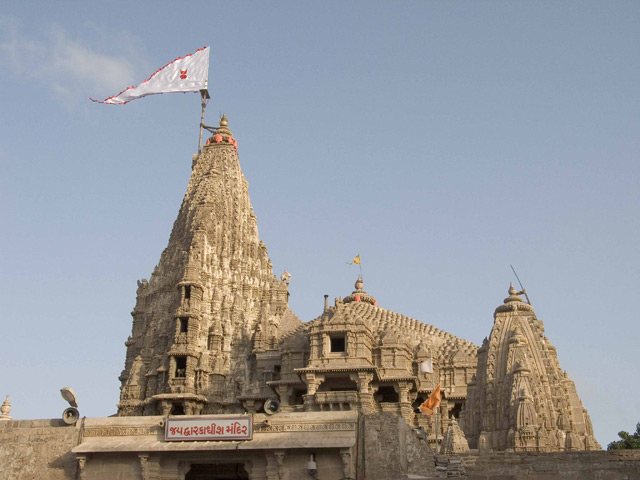
Dwarka
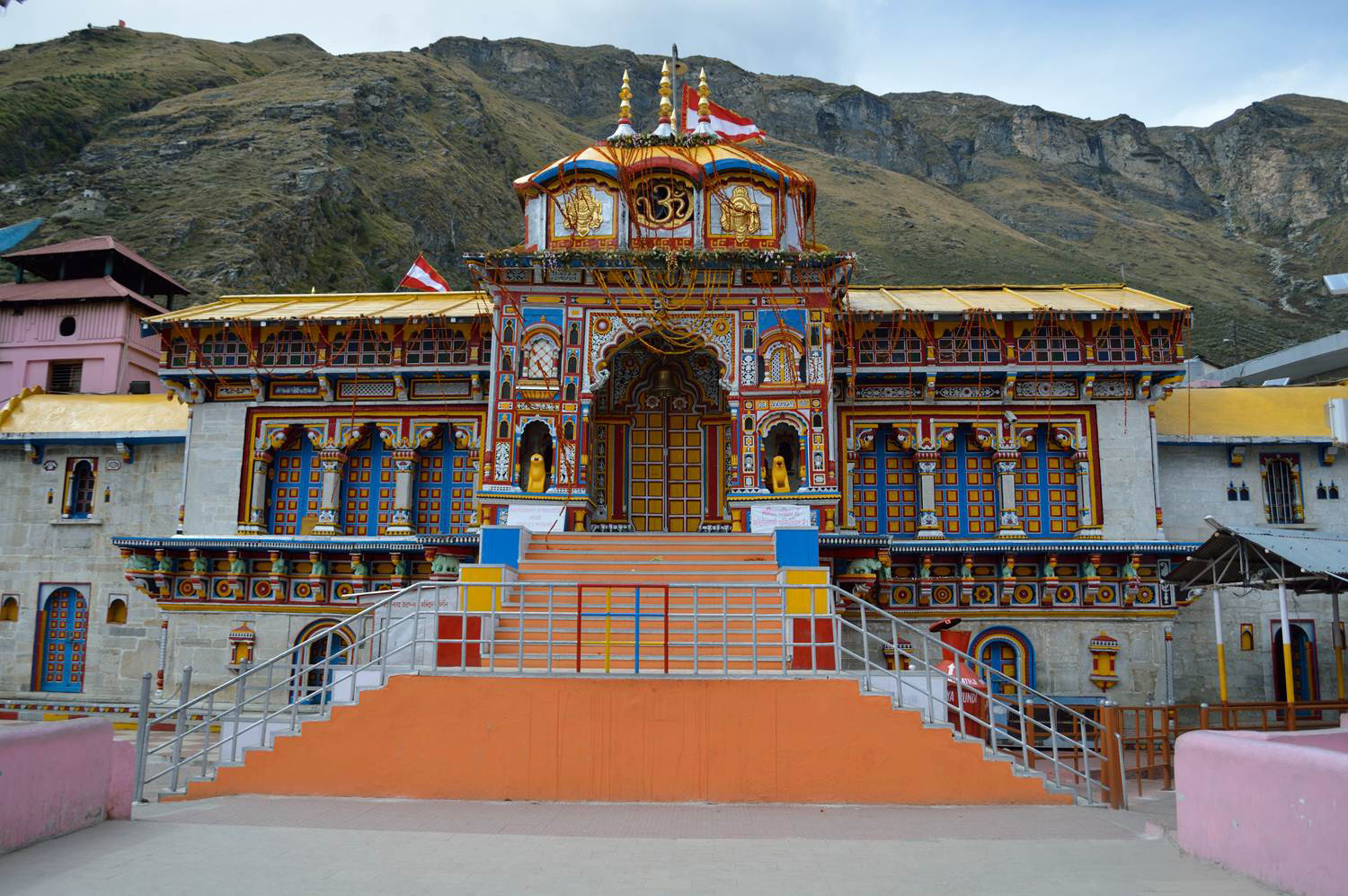
Badrinath

Devotos de todas las religiones y de todas las escuelas de pensamiento del hinduismo visitan el Templo de Badrinath. Todas las principales instituciones monásticas, como Kashi Math, Jeeyar Mutt (Andhra Mutt), Udupi Pejavar y Manthralayam Sri Raghavendra Swamy Mutts, tienen sus sucursales y casas de huéspedes allí.
El Templo de Badrinath es uno de los cinco santuarios relacionados llamados Panch Badri, que están dedicados a la adoración de Vishnu. Los cinco templos son Vishal Badri - Templo de Badrinath en Badrinath, Yogadhyan Badri ubicado en Pandukeshwar, Bhavishya Badri ubicado a 17 km (10.6 mi) de Jyotirmath en Subain, Vridh Badri ubicado a 7 km (4.3 mi) de Jyotirmath en Animath y Adi Badri ubicado a 17 km (10.6 mi) de Karnaprayag. El templo se considera uno de los sitios más sagrados del Char Dham (cuatro divinos) del hinduismo, que comprenden Rameswaram, Badrinath, Puri y Dwarka. Aunque no se conocen claramente los orígenes del templo, la escuela Advaita del hinduismo establecida por Adi Shankara atribuye el origen del Char Dham a este sabio. Los cuatro monasterios se encuentran en las cuatro esquinas de la India y sus templos correspondientes son: el templo Badrinath en Badrinath (norte), el templo Jagannath en Puri (este), el templo Dwarakadheesh en Dwarka (oeste) y el templo Rameshwaram en Rameshwaram (Tamil Nadu) (sur).
Aunque ideológicamente los templos están divididos entre las sectas del hinduismo (el Shivaísmo y el Visnuismo), la peregrinación de Char Dham es un asunto pan-hindú. Hay cuatro moradas en el Himalaya llamadas Chota Char Dham (Chota: "pequeño"): Badrinath, Kedarnath, Gangotri y Yamunotri; las cuales se encuentran en las estribaciones del Himalaya. El nombre Chota se añadió a mediados del siglo XX para diferenciar los Char Dhams originales. A medida que el número de peregrinos a estos lugares ha aumentado en tiempos modernos, se le llama Char Dham del Himalaya.
El viaje a través de los cuatro puntos cardinales en la India se considera sagrado por los hindúes, quienes aspiran a visitar estos templos una vez en la vida. Tradicionalmente, la peregrinación comienza en el extremo oriental desde Puri, procediendo en el sentido de las agujas del reloj de una manera típica seguida para la circunvalación en los templos hindúes.

## Festivales y prácticas religiosas

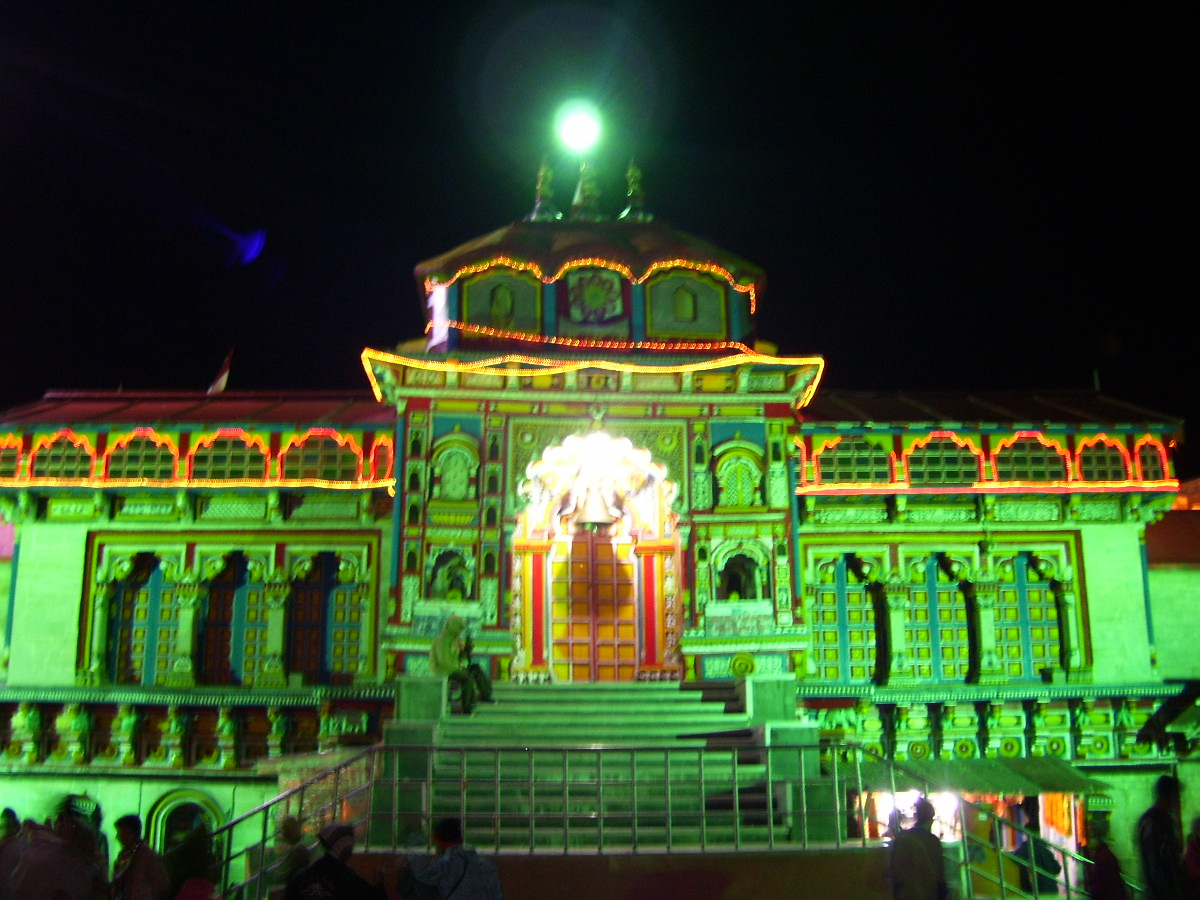
Templo de Badrinath de noche.

El festival más destacado que se celebra en el Templo de Badrinath es Mata Murti Ka Mela, que conmemora el descenso del río Ganges a la tierra. Durante el festival, se adora a la madre de Badrinath, quien se cree que dividió el río en doce canales para el bienestar de los seres terrestres. El lugar donde fluyó el río se convirtió en la tierra santa de Badrinath.
El festival Badri Kedar se celebra durante el mes de junio tanto en el templo como en el Templo de Kedarnath. El festival dura ocho días y artistas de todo el país actúan durante el evento.
Las principales actividades religiosas (o pujas) que se realizan todas las mañanas son: mahabhishek (ablución), abhishek, gitapath y bhagavat; mientras que, por la noche, las pujas incluyen: geet govinda y aarti. La recitación de textos védicos como Ashtotram y Sahasranama se practica durante todos los rituales. Después del aarti, se retiran las decoraciones de la imagen de Badrinath y se le aplica pasta de sándalo. La pasta de la imagen se entrega a los devotos al día siguiente como prasad durante el nirmalaya darshan. Todos los rituales se realizan frente a los devotos, a diferencia de otros templos hindúes, donde algunas prácticas están ocultas para ellos. Las bolas de azúcar y las hojas secas son el prasad común proporcionado a los devotos. Desde mayo de 2006, se inició la práctica de ofrecer Panchamrit Prasad, preparado localmente y empaquetado en cestas de bambú locales.
El templo cierra durante el invierno en el día auspicioso de bhatridwityia o más tarde durante octubre-noviembre. En el día de cierre, se enciende una lámpara llamada Akhanda Jyothi, llena de ghee para que se mantenga encendida por seis meses. Ese día, el sacerdote principal realizan puja especiales en presencia de peregrinos y funcionarios del templo. La imagen de Badrinath se transfiere de manera simbólica durante el período al templo de Narasimha en Joshimath, ubicado a 64 km del templo. El templo reabre alrededor de abril-mayo en Akshaya tritiya, otro día auspicioso en el calendario hindú. Los peregrinos se reúnen el primer día de la apertura del templo después del invierno para presenciar el Akhanda Jyothi.
El templo es uno de los lugares sagrados donde los hindúes ofrecen oblaciones a los antepasados con la ayuda de los sacerdotes. Los devotos visitan el templo para adorar frente a la imagen de Badrinath en el sanctasanctórum y tomar un baño sagrado en el río Alaknanda. La creencia general es que un baño en el tanque purifica el alma.

## Administración y visitas

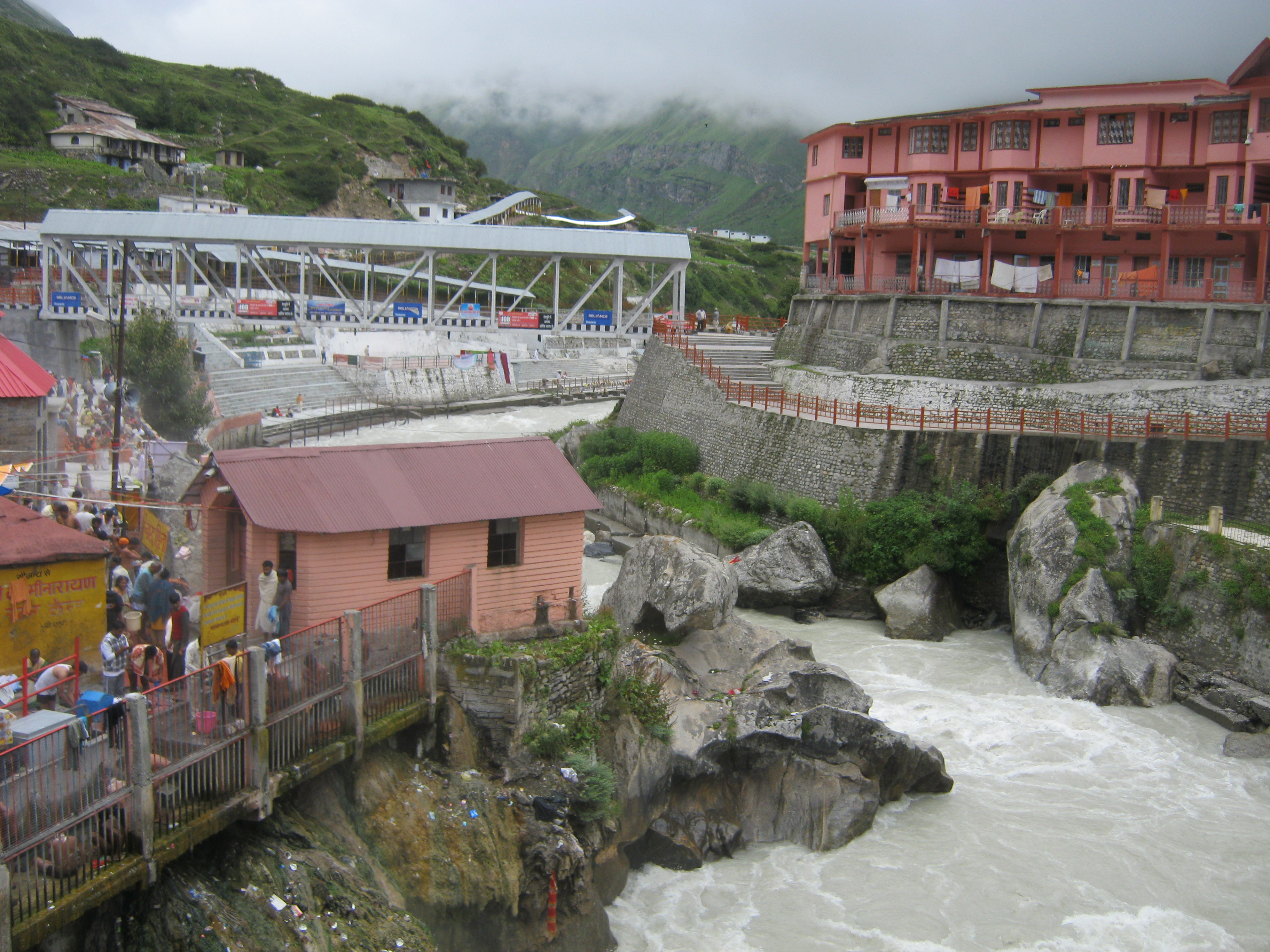
Río Alaknanda en Badrinath.

El Templo de Badrinath fue incluido en la Ley del Gobierno del Estado de Uttar Pradesh n.º 30/1948 como Ley n.º 16,1939, que luego se conoció como la Ley del Templo de Shri Badarinath y Shri Kedarnath. Un comité nominado por el Gobierno del Estado de Uttarakhand administra ambos templos. La ley fue modificada en 2002 para nombrar a miembros adicionales del comité, incluyendo funcionarios gubernamentales y un vicepresidente. La junta cuenta con diecisiete miembros; tres seleccionados por la Asamblea Legislativa de Uttarakhand, un miembro seleccionado por cada uno de los Consejos de Distrito de Chamoli, Pauri Garhwal, Tehri Garhwal y Uttarkashi, y diez miembros nominados por el Gobierno de Uttarakhand.
Según los registros del templo, los sacerdotes del lugar eran ascetas de Shiva llamados Dandi Sanyasis, que pertenecían a la comunidad Nambudiri, un grupo religioso común en la moderna Kerala. Cuando el último de los ascetas falleció sin un heredero en 1776 EC, el Rey de Garhwal invitó a Nambudiris no ascetas de Kerala para el sacerdocio, una práctica que continúa en tiempos modernos. Hasta 1939, todas las ofrendas hechas por los devotos al templo iban al Rawal (Sacerdote Principal); sin embargo, después de 1939, su jurisdicción se restringió a los asuntos religiosos. La estructura administrativa del templo consta de un director ejecutivo que ejecuta las órdenes del gobierno estatal, un director ejecutivo adjunto, dos OSD, un director ejecutivo, un oficial de cuentas, un oficial del templo y un oficial público para asistir al director ejecutivo.

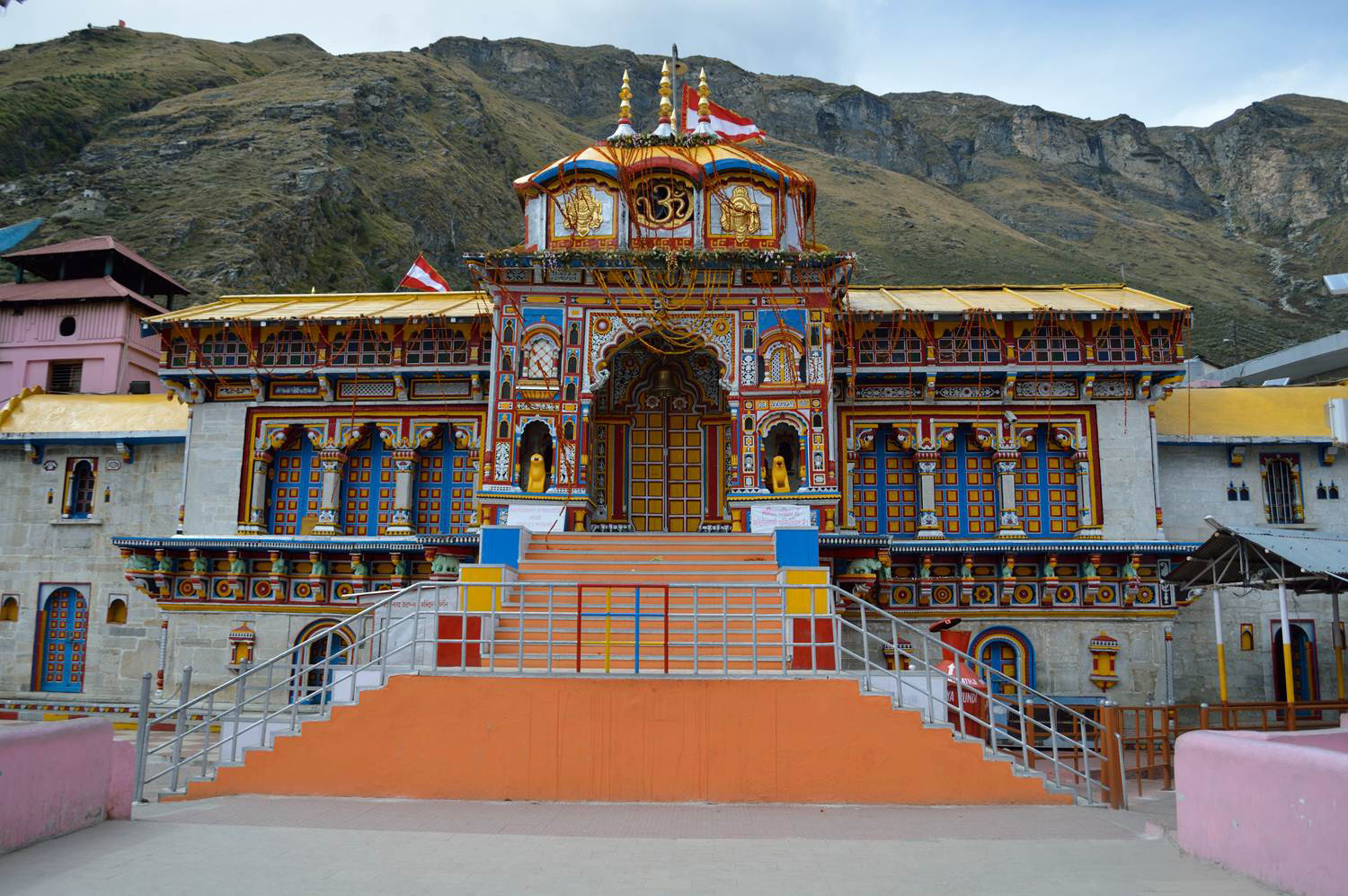
Vista del templo durante el verano.

Aunque Badrinath está ubicado en el norte de la India, el sacerdote principal, o Rawal, es tradicionalmente un brahmán Nambudiri elegido del estado sureño de Kerala. Se cree que esta tradición fue iniciada por Adi Shankara, un filósofo del sur de la India. El procedimiento es el siguiente: El Gobierno de Uttarakhand solicita al Gobierno de Kerala el candidato para el Rawal, el cual debe poseer un título de Acharya (posgrado) en sánscrito, ser soltero, estar bien versado en recitar mantras (textos sagrados) y ser de la secta Vaishnava del hinduismo. El exgobernante de Garhwal, quien es el jefe tutelar de Badrinath, aprueba al candidato enviado por el Gobierno de Kerala. Se realiza una Ceremonia de Tilak para instalar al Rawal, quien es designado de abril a noviembre, cuando el templo permanece abierto. El Rawal es considerado una figura sagrada por los Rifles de Garhwal y el gobierno estatal de Uttarakhand. También es muy respetado por la realeza de Nepal. De abril a noviembre, realiza sus deberes como sacerdote del templo. Después, se queda en Joshimath o regresa a su aldea natal en Kerala. Las responsabilidades del Rawal comienzan a las 4 a. m. todos los días con el Abhisheka. No debe cruzar el río hasta Vamana Dwadashi y debe adherirse al Brahmachari. El Rawal es asistido por los brahmanes Garhwali Dimri del pueblo de Dimmar en el distrito de Chamoli, Naib Rawal, Dharmadikari, Vedpathi, un grupo de sacerdotes, Pandas Samadhi, Bhandari, Rasoiyas (cocineros), cantantes devocionales, el secretario de devashram, Jal Bhariya (portador de agua) y guardias del templo. Badrinath es uno de los pocos templos en el norte de la India que sigue la antigua tradición de Tantra Vidhi de Shrauta, más común en el sur.
En 2012, la administración del templo introdujo un sistema de tokens para los visitantes. Se proporcionaban tokens que indicaban la hora de visita desde tres puestos en las paradas de taxis. A cada devoto se le asignaban 10-20 segundos para visitar la deidad principal. Es obligatorio presentar una prueba de identidad para ingresar al templo. Se llega al templo desde Rishikesh, ubicado a 298 km (185 mi) de distancia a través de Devprayag, Rudraprayag, Karnaprayag, Nandaprayag, Joshimath, Vishnuprayag y Devadarshini. Desde el Templo de Kedarnath, los visitantes pueden seguir la ruta de 243 km (151 mi) a través de Rudraprayag o la ruta de 230 km (140 mi) a través de Ukhimath y Gopeshwar.

## Lecturas complementarias
- Darian, Steven G. (2001). The Ganges in Myth and History - History and Culture Series (en inglés). Motilal Banarsidass Publishers. ISBN 81-208-1757-5.